# جون بولز (ممثل)
جون بولز (بالإنجليزية: John Boles)‏ مواليد 28 أكتوبر 1895 في تكساس، الولايات المتحدة - الوفاة 27 فبراير 1969 في سان أنجيلو، الولايات المتحدة، هو ممثل أمريكي بدأ مسيرته الفنية سنة 1924. امتدت مسيرته الفنية لأكثر من 28 عاما.

## الأعمال
- ملك الجاز
- الموكب الأبيض

## روابط خارجية
- جون بولز على موقع IMDb (الإنجليزية)
- جون بولز على موقع الموسوعة البريطانية (الإنجليزية)
- جون بولز على موقع ألو سيني (الفرنسية)
- جون بولز على موقع ميوزك برينز (الإنجليزية)
- جون بولز على موقع أول موفي (الإنجليزية)
- جون بولز على موقع قاعدة بيانات برودواي على الإنترنت (الإنجليزية)
- جون بولز على موقع قاعدة بيانات الأفلام السويدية (السويدية)
- جون بولز على موقع إن إن دي بي (الإنجليزية)
- جون بولز على موقع ديسكوغز (الإنجليزية)
- جون بولز على موقع قاعدة بيانات الفيلم (الإنجليزية)